# Rocio virus
Il Rocio virus (ROCV)  è un arbovirus appartenente alla famiglia Flaviviridae, genere Flavivirus. Geneticamente è correlato al virus Ilhéus (ILHV) e appartengono alla specie Ilheus virus.
Esso venne isolato la prima volta in Brasile ed è responsabile di encefaliti epidemiche, sempre in Brasile, con alta letalità 10% e con il 20% di sequele nei sopravvissuti.
Mostra una relazione genetica con altri arbovirus emergenti quali: il virus del Nilo occidentale (WNV) e il St. Louis encephalitis virus (SLEV). 
Esso è un flavivirus che appartiene al numeroso complesso dei virus dell'encefalite giapponese (JEV).